# Anastrophyllum divergens
Anastrophyllum divergens là một loài rêu trong họ Anastrophyllaceae. Loài này được Herzog mô tả khoa học đầu tiên năm 1950.